# Paride Tumburus
Paride Tumburus (8. březen 1939, Aquileia, Italské království – 23. říjen 2015, Aquileia, Itálie) byl italský fotbalový obránce a trenér.

## Kariéra

### Klubová
Fotbalovou kariéru začal v roce 1959 v Boloni a zůstal zde do roku 1968. Získal s ní jeden titul a to v sezoně 1963/64 a také jedno vítězství o Středoevropský pohár 1961. Po devíti sezonách odešel do Vicenzi, kde působil dva roky a kariéru ukončil v třetiligovém Roveretu v roce 1971.

### Reprezentační
Za reprezentaci odehrál svůj první zápas 2. června 1962 proti na Chile (0:2) na MS 1962. Později ještě odehrál dva zápasy a poslední jeho utkání za národní tým bylo 27. března 1963 proti Turecku (1:0). Celkem tak odehrál 4 zápasy + 4 utkání na OH 1960, kde obsadil 4. místo.

## Statistika

### Klubová
| Sezóna            | Klub              | Liga              | Liga   | Liga | Ligové poháry | Ligové poháry | Ligové poháry | Kontinentální poháry | Kontinentální poháry | Kontinentální poháry | Celkem | Celkem |
| Sezóna            | Klub              | Soutěž            | Zápasy | Góly | Soutěž        | Zápasy        | Góly          | Soutěž               | Zápasy               | Góly                 | Zápasy | Góly   |
| ----------------- | ----------------- | ----------------- | ------ | ---- | ------------- | ------------- | ------------- | -------------------- | -------------------- | -------------------- | ------ | ------ |
| 1959/60           | Boloňa            | Serie A           | 21     | 1    | IP            | 1             | 0             | -                    | 0                    | 0                    | 22     | 1      |
| 1960/61           | Boloňa            | Serie A           | 28     | 0    | IP            | 1             | 0             | Stř.P                | 4                    | 0                    | 33     | 0      |
| 1961/62           | Boloňa            | Serie A           | 26     | 0    | IP            | 0             | 0             | Stř.P                | 2                    | 0                    | 28     | 0      |
| 1962/63           | Boloňa            | Serie A           | 30     | 0    | IP            | 0             | 0             | Stř.P                | 1                    | 0                    | 31     | 0      |
| 1963/64           | Boloňa            | Serie A           | 29     | 1    | IP            | 0             | 0             | -                    | 0                    | 0                    | 29     | 1      |
| 1964/65           | Boloňa            | Serie A           | 23     | 2    | IP            | 1             | 0             | PMEZ                 | 3                    | 0                    | 26     | 2      |
| 1965/66           | Boloňa            | Serie A           | 28     | 0    | IP            | 1             | 0             | -                    | 0                    | 0                    | 29     | 0      |
| 1966/67           | Boloňa            | Serie A           | 12     | 0    | IP            | 1             | 0             | Vel.P                | 2                    | 0                    | 15     | 0      |
| 1967/68           | Boloňa            | Serie A           | 4      | 0    | IP            | 2             | 0             | Vel.P                | 1                    | 0                    | 7      | 0      |
| Celkem za Boloňu  | Celkem za Boloňu  | Celkem za Boloňu  | 200    | 4    | -             | 7             | 0             | -                    | 13                   | 0                    | 220    | 4      |
| 1968/69           | Vicenza           | Serie A           | 25     | 6    | IP            | 1             | 0             | -                    | 0                    | 0                    | 26     | 6      |
| 1969/70           | Vicenza           | Serie A           | 1      | 0    | IP            | 3             | 0             | -                    | 0                    | 0                    | 4      | 0      |
| Celkem za Vicenzu | Celkem za Vicenzu | Celkem za Vicenzu | 26     | 6    | -             | 4             | 0             | -                    | 0                    | 0                    | 30     | 6      |
| 1970/71           | Rovereto          | Serie A           | 16     | 0    | -             | 0             | 0             | -                    | 0                    | 0                    | 16     | 0      |
| Celkově           | Celkově           | Celkově           | 242    | 10   | -             | 11            | 0             | -                    | 13                   | 0                    | 266    | 10     |

### Reprezentační

#### Statistika na velkých turnajích
| Reprezentace | Rok     | Zápasy             | Zápasy | Zápasy         | Zápasy           | Zápasy           | Zápasy       |
| Reprezentace | Rok     | Fáze turnaje       | Datum  | Soupeř         | Odehraných minut | Vstřelené branky | Výsledek     |
| ------------ | ------- | ------------------ | ------ | -------------- | ---------------- | ---------------- | ------------ |
| Itálie       | OH 1960 | 2 zápas ve skupině | 29. 8. | Velká Británie | 90               | 0                | 2:2          |
| Itálie       | OH 1960 | 3 zápas ve skupině | 1. 9.  | Brazílie       | 90               | 0                | 3:1          |
| Itálie       | OH 1960 | Semifinále         | 5. 9.  | Jugoslávie     | 120              | 0                | 1:1 v prodl. |
| Itálie       | OH 1960 | O 3. místo         | 9. 9.  | Maďarsko       | 90               | 0                | 1:2          |
| Itálie       | MS 1962 | 2 zápas ve skupině | 2. 6.  | Chile          | 90               | 0                | 0:2          |

## Úspěchy

### Klubové

#### Národní
- vítěz italské ligy (1x)

Boloňa: 1963/64

#### Kontinentální
- vítěz středoevropského poháru (1x)

Boloňa: (1961)

### Reprezentační
- 1× na MS (1962)
- 1× na OH (1960)